# 1988年夏季残疾人奥林匹克运动会英国代表团
1988年夏季残疾人奥林匹克运动会英国代表团是英国派出的1988年夏季残疾人奥林匹克运动会代表团。获得65枚金牌、65枚银牌和54枚铜牌。